# Мурмурація

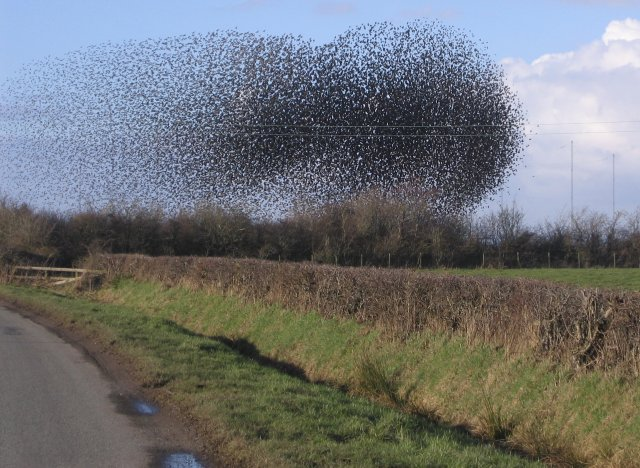
Зграя шпаків в польоті

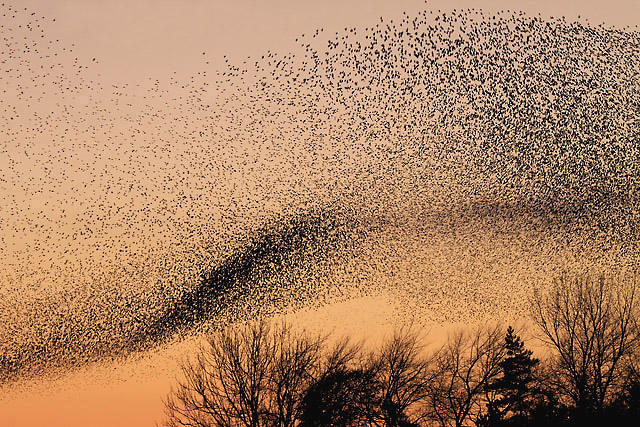

Мурмура́ція (лат. murmuratio — «бурмотіння, дзижчання, каркання») — явище скоординованого польоту великої зграї птахів (шпаків, галок, ворон і т. д.), що утворюють динамічні об'ємні фігури змінної щільності.
Зрозуміти, яким чином алгоритм поведінки окремого птаха призводить до подібного явища, допомагає комп'ютерне моделювання. Так, воно показало, що механізм мурмурації грає роль захисту зграї від хижаків.
Аналогічне явище демонструють великі косяки риб.

## Ресурси Інтернету
- Вікісховище має мультимедійні дані за темою: Мурмурація
- Craig Reynolds' Boids page [Архівовано 17 серпня 2000 у Wayback Machine.]
- Iztok Lebar Bajec's fuzzy logic based flocking publications [Архівовано 16 грудня 2018 у Wayback Machine.]
- Live In-Browser 3D Simulation of Bird Flocking Behavior in Unity3D [Архівовано 1 жовтня 2019 у Wayback Machine.] — Open Source implementation for Windows, Linux and Mac
- Another Flocking Simulator[недоступне посилання з жовтня 2019] — A simple flocking applet which lets you control a number of parameters to create flocks that behave like birds, insects, bacteria, etc.
- NetLogo [Архівовано 8 квітня 2011 у Wayback Machine.], a free software for multi-agent modeling, simulation, and the like, including a flocking simulation.
- VisualBots [Архівовано 16 грудня 2003 у Wayback Machine.] — Freeware multi-agent simulator in Microsoft Excel — Visual Basic syntax
- Murmurations of starlings [Архівовано 30 вересня 2019 у Wayback Machine.]